# Онишкань
Онишкань (рум. Onișcani) — село в Каларашском районе Молдавии. Является административным центром коммуны Онишкань, включающей также сёла Хырбовэц и Сверида.

## География
Село расположено на высоте 139 метров над уровнем моря.

## Население
По данным переписи населения 2004 года, в селе Онишкань проживает 1334 человека (684 мужчины, 650 женщин).
Этнический состав села:
| Национальность | Число жителей | Процентный состав |
| -------------- | ------------- | ----------------- |
| молдаване      | 1289          | 96.63             |
| румыны         | 37            | 2.77              |
| украинцы       | 5             | 0.37              |
| русские        | 2             | 0.15              |
| гагаузы        | 1             | 0.07              |
| Всего          | 1334          | 100 %             |